# Чемпіонат Італії з волейболу серед чоловіків
Італійська волейбольна ліга серед чоловіків (італ. Campionato italiano di pallavolo maschile) — волейбольні змагання в Італії, засновані 1946 року.

## Призери
| Рік       | Золото                                              | Срібло                                              | Бронза                                              |
| 1946      | «Робур» Равенна                                     | «Борсаліно» Алессандрія                             |                                                     |
| 1947      | «Робур» Равенна                                     | «Борсаліно» Алессандрія                             |                                                     |
| 1948      | «Робур» Равенна                                     | «Лега Навале» Верчеллі                              | «Борсаліно» Алессандрія                             |
| 1949      | «Робур» Равенна                                     | «Ферровієрі» Парма                                  | «Мінеллі» Модена                                    |
| 1950      | «Ферровієрі» Парма                                  | «Робур» Равенна                                     | «Борсаліно» Алессандрія                             |
| 1951      | «Ферровієрі» Парма                                  | «Робур» Равенна                                     | «Мультедо» Генуя                                    |
| 1952      | «Робур» Равенна                                     | «Мультедо» Генуя                                    | «Мінеллі» Модена                                    |
| 1953      | «Мінеллі» Модена                                    | «Мультедо» Генуя                                    | «Трієсте» Трієст                                    |
| 1954      | «Мінеллі» Модена                                    | «Авіа Первія» Модена                                | «Парма»                                             |
| 1955      | «Мінеллі» Модена                                    | «Крочетта» Модена                                   | «Парма»                                             |
| 1956      | «Крочетта» Модена                                   | «Мінеллі» Модена                                    | «Авіа Первія» Модена                                |
| 1957      | «Авіа Первія» Модена                                | «Сесто-Фьорентіно»                                  | «Парма»                                             |
| 1958      | «Чіам» Модена                                       | «Авіа Первія» Модена                                | «Сесто-Фьорентіно»                                  |
| 1959      | «Авіа Первія» Модена                                | «Чіам» Модена                                       | «Парма»                                             |
| 1960      | «Авіа Первія» Модена                                | «Чіам» Модена                                       | «Сесто-Фьорентіно»                                  |
| 1961      | «Чіам» Модена                                       | «Авіа Первія» Модена                                | «Сесто-Фьорентіно»                                  |
| 1962      | «Інтерауто» Модена                                  | «Чіам» Модена                                       | «Сесто-Фьорентіно»                                  |
| 1962/63   | «Авіа Первія» Модена                                | «Чіам» Модена                                       | «Мінеллі» Модена                                    |
| 1963/64   | «Руїні» Флоренція                                   | «Авіа Первія» Модена                                | «Мінеллі» Модена                                    |
| 1964/65   | «Руїні» Флоренція                                   | «Сальварані» Парма                                  | «Віртус» Болонья                                    |
| 1965/66   | «Віртус» Болонья                                    | «Руїні» Флоренція                                   | «Сальварані» Парма                                  |
| 1966/67   | «Віртус» Болонья                                    | «Сальварані» Парма                                  | «Руїні» Флоренція                                   |
| 1967/68   | «Руїні» Флоренція                                   | «Сальварані» Парма                                  | «Міньянті» Болонья                                  |
| 1968/69   | «Парма»                                             | «Віртус» Болонья                                    | «Руїні» Флоренція                                   |
| 1969/70   | «Паніні» Модена                                     | «Руїні» Флоренція                                   | «Парма»                                             |
| 1970/71   | «Руїні» Флоренція                                   | «Паніні» Модена                                     | «Парма»                                             |
| 1971/72   | «Паніні» Модена                                     | «Руїні» Флоренція                                   | «Парма»                                             |
| 1972/73   | «Руїні» Флоренція                                   | «Віртус» Болонья                                    | «Паніні» Модена                                     |
| 1973/74   | «Паніні» Модена                                     | «Віртус» Болонья                                    | «Арічча»                                            |
| 1974/75   | «Арічча»                                            | «Торіно» Турин                                      | «Паніні» Модена                                     |
| 1975/76   | «Паніні» Модена                                     | «Кліппан» Турин                                     | «Арічча»                                            |
| 1976/77   | «Федерлаціо» Рим                                    | «Паолетті» Катанія                                  | «Кліппан» Турин                                     |
| 1977/78   | «Паолетті» Катанія                                  | «Федерлаціо» Рим                                    | «Кліппан» Турин                                     |
| 1978/79   | «Кліппан» Турин                                     | «Паніні» Модена                                     | «Паолетті» Катанія                                  |
| 1979/80   | «Кліппан» Турин                                     | «Паолетті» Катанія                                  | «Паніні» Модена                                     |
| 1980/81   | «Робе ді Каппа» Турин                               | «Паніні» Модена                                     | «Тезероні» Рим                                      |
| 1981/82   | «Сантал» Парма                                      | «Робе ді Каппа» Турин                               | «Паніні» Модена                                     |
| 1982/83   | «Сантал» Парма                                      | «Робе ді Каппа» Турин                               | «Касто» Мілан                                       |
| 1983/84   | «Робе ді Каппа» Турин                               | «Сантал» Парма                                      | «Паніні» Модена                                     |
| 1984/85   | «Дзінелла» Болонья                                  | «Паніні» Модена                                     | «Торіно» Турин                                      |
| 1985/86   | «Паніні» Модена                                     | «Дзінелла» Болонья                                  | «Фальконара» Фальконара-Маріттіма                   |
| 1986/87   | «Паніні» Модена                                     | «Сантал» Парма                                      | «Фальконара» Фальконара-Маріттіма                   |
| 1987/88   | «Паніні» Модена                                     | «Максіконо» Парма                                   | «Дзінелла» Болонья                                  |
| 1988/89   | «Паніні» Модена                                     | «Максіконо» Парма                                   | «Сіслей» Тревізо                                    |
| 1989/90   | «Максіконо» Парма                                   | «Модена Воллей»                                     | «Сіслей» Тревізо                                    |
| 1990/91   | «Мессаджеро» Равенна                                | «Максіконо» Парма                                   | «Медіоланум» Мілан                                  |
| 1991/92   | «Максіконо» Парма                                   | «Мессаджеро» Равенна                                | «Сіслей» Тревізо                                    |
| 1992/93   | «Максіконо» Парма                                   | «Медіоланум» Мілан                                  | «Сіслей» Тревізо                                    |
| 1993/94   | «Сіслей» Тревізо                                    | «Мілан»                                             | «Дайтона» Модена                                    |
| 1994/95   | «Дайтона» Модена                                    | «Сіслей» Тревізо                                    | «Альпітур» Кунео                                    |
| 1995/96   | «Сіслей» Тревізо                                    | «Альпітур» Кунео                                    | «Дайтона» Модена                                    |
| 1996/97   | «Дайтона» Модена                                    | «Сіслей» Тревізо                                    | «Альпітур» Кунео                                    |
| 1997/98   | «Сіслей» Тревізо                                    | «Альпітур» Кунео                                    | «Модена Воллей»                                     |
| 1998/99   | «Сіслей» Тревізо                                    | «Модена Воллей»                                     | «Альпітур» Кунео                                    |
| 1999/2000 | «Пьяджо» Рим                                        | «Модена Воллей»                                     | «Альпітур» Кунео                                    |
| 2000/01   | «Сіслей» Тревізо                                    | «Асістел» Мілан                                     | «Альпітур» Кунео                                    |
| 2001/02   | «Модена Воллей»                                     | «Сіслей» Тревізо                                    | «Максіконо» Парма                                   |
| 2002/03   | «Сіслей» Тревізо                                    | «Модена Воллей»                                     | «Лубе» Мачерата                                     |
| 2003/04   | «Сіслей» Тревізо                                    | «Копра» П'яченца                                    | «Лубе» Мачерата                                     |
| 2004/05   | «Сіслей» Тревізо                                    | «Перуджа»                                           | «Копра» П'яченца                                    |
| 2005/06   | «Лубе» Мачерата                                     | «Сіслей» Тревізо                                    | «П'ємонт» Кунео                                     |
| 2006/07   | «Сіслей» Тревізо                                    | «Копра» П'яченца                                    | «П'ємонт» Кунео                                     |
| 2007/08   | «Трентіно» Тренто                                   | «Копра» П'яченца                                    | «П'ємонт» Кунео                                     |
| 2008/09   | «Копра» П'яченца                                    | «Трентіно» Тренто                                   | «Лубе» Мачерата                                     |
| 2009/10   | «П'ємонт» Кунео                                     | «Трентіно» Тренто                                   | «Сіслей» Тревізо                                    |
| 2010/11   | «Трентіно» Тренто                                   | «П'ємонт» Кунео                                     | «Лубе» Мачерата                                     |
| 2011/12   | «Лубе» Мачерата                                     | «Трентіно» Тренто                                   | «Кунео»                                             |
| 2012/13   | «Трентіно» Тренто                                   | «Копра» П'яченца                                    | «Лубе» Мачерата                                     |
| 2013/14   | «Лубе» Мачерата                                     | «Перуджа»                                           | «Копра» П'яченца                                    |
| 2014/15   | «Трентіно» Тренто                                   | «Модена Воллей»                                     | «Перуджа»                                           |
| 2015/16   | «Модена Воллей»                                     | «Перуджа»                                           | «Кучіне-Лубе» Чівітанова-Марке                      |
| 2016/17   | «Кучіне-Лубе» Чівітанова-Марке                      | «Трентіно» Тренто                                   | «Перуджа»                                           |
| 2017/18   | «Сір Сафеті» Перуджа                                | «Кучіне-Лубе» Чівітанова-Марке                      | «Азимут» Модена                                     |
| 2018/19   | «Кучіне-Лубе» Чівітанова-Марке                      | «Сір Сафеті» Перуджа                                | «Трентіно» Тренто                                   |
| 2019/20   | Через пандемію COVID-19 чемпіонат не було завершено | Через пандемію COVID-19 чемпіонат не було завершено | Через пандемію COVID-19 чемпіонат не було завершено |
| 2020/21   | «Кучіне-Лубе» Чівітанова-Марке                      | «Сір Сафеті» Перуджа                                | «Трентіно» Тренто                                   |
| 2021/22   | «Кучіне-Лубе» Чівітанова-Марке                      | «Сір Сафеті» Перуджа                                | «Трентіно» Тренто                                   |
| 2022/23   | «Трентіно» Тренто                                   | «Кучіне-Лубе» Чівітанова-Марке                      | «П'яченца»                                          |
| 2023/24   | «Сір Сафеті» Перуджа                                | «Веро Воллей» Монца                                 | «Альянц Мілано» Мілан                               |

## Переможці турніру
| Клуб                           | Титули | Колишні назви                                   |
| ------------------------------ | ------ | ----------------------------------------------- |
| «Модена Воллей»                | 17     | «Авіа Первія», «Інтерауто», «Паніні», «Дайтона» |
| «Сіслей» (it) Тревізо          | 9      |                                                 |
| «Парма» (it)                   | 8      | «Фероовієри», «Сальварані», «Максіконо»         |
| «Кучіне-Лубе» Чівітанова-Марке | 8      |                                                 |
| «Робур» (it) Равенна           | 5      |                                                 |
| «Руини» (it) Флоренція         | 5      |                                                 |
| «Трентіно» Тренто              | 5      |                                                 |
| «Торіно» (it) Турин            | 4      | «Кліппан», «Робе ді Каппа»                      |
| «Вілла д'Оро» (it) Модена      | 3      | «Крочетта», «Чіам», «National Trasports»        |
| «Мінеллі» (it) Модена          | 3      |                                                 |
| «Рома» (it) Рим                | 3      | «Арічча», «Федерлаціо», «П'яджо»                |
| «Віртус» (it) Болонья          | 2      |                                                 |
| «Дзінелла» (it) Болонья        | 1      | «Тартаріні»                                     |
| «Катанія» (it)                 | 1      | «Паолетті»                                      |
| «П'ємонт» (it) Кунео           | 1      | «Альпітур»                                      |
| «П'яченца»                     | 1      |                                                 |
| «Равенна» (it)                 | 1      | «Мессаджеро»                                    |

## Найцінніший гравець сезону
- 2004–05 –  Альберто Чізолла
- 2005–06 –  Іван Мількович
- 2006–07 –  Алессандро Фаріна
- 2007–08 –  Матей Казійський
- 2008–09 –  Христо Златанов
- 2009–10 –  Маттео Болла
- 2010–11 –  Ян Штокр
- 2011–12 –  Іржі Коварж
- 2012–13 –  Джакомо Сінтіні
- 2013–14 –  Марко Подрашчанін
- 2014–15 –  Сімоне Джаннеллі
- 2015–16 –  Ервін Н'Ґапет
- 2016–17 –  Іржі Коварж
- 2017–18 –  Александар Атанасієвіч
- 2018–19 –  Османі Хуанторена
- 2019–20 – Турнір скасовано через пандемію COVID-19
- 2020–21 –   Османі Хуанторена
- 2021–22 –  Робертланді Сімон
- 2022–23 –  Матей Казійський
- 2023–24 –  Сімоне Джаннеллі